# Смит, Питер
Питер Смит (англ. Peter David Smith; 21 октября 1943, Баттерси — 6 марта 2020, Челси, Большой Лондон) — британский прелат. 4-й архиепископ Саутуарка с 10 июня 2010 года по 10 июня 2019. Ранее, с 2001 года, был архиепископом Кардиффа.

## Ранние годы
Питер Смит родился в Баттерси, недалеко от Лондона, в архиепархии Саутуарка. Учился в католической школе на юге Лондона. Затем работал год клерком, перед тем, как поступить в Университете Экстера, где получил степень бакалавра права. В это же время задумался о карьере в церкви. Родители разделились в мнениях по поводу его выбора. Учился в семинарии святого Джона в Гилфорде, где изучал философию и богословие. Дважды порывался уйти, но всякий раз его убеждали остаться. Затем в Папском Университете святого Фомы Аквинского в Риме, где получил степень доктора по каноническому праву. 5 июля 1972 года (28 лет) был рукоположен в священники в архидиоцезе Саутуарка.
По возвращении в Великобританию, в 1977 году (34 года), он становится профессором канонического права в своей альма-матер — семинарии Гилфорда. В это же время заседает в церковном трибунале по вопросам аннулирования брака архидиоцеза Саутуарка. В 1984 году он становится пастырем церкви Св. Андрея в Лондоне, а в 1985 назначен ректором семинарии Гилфорда.

## Церковная карьера

### Епископ
21 марта 1995 года (51 год) Иоанн Павел II назначил Смита Епископом Восточной Англии. Церемонию его посвящения в епископы 21 мая 1995 года провёл кардинал Бэзил Хьюм, Архиепископ Майкл Боуэн (англ. Michael Bowen) и Епископ Алан Кларк (англ. Alan Clark).

### Архиепископ Кардиффа
26 апреля 2001 года (58 лет) Питер Смит назначен архиепископом Кардиффа в связи с отставкой капуцина Джона Уарда, который проигнорировал сигналы о двух священниках-педофилах в епархии Кардиффа. Питера Смита назначили с целью восстановления репутации Католической Церкви в Кардиффе (оба священника-педофила попали в тюрьму).
Питер Смит активно высказывал позицию по поводу использования стволовых клеток человеческих эмбрионов в медицинских целях:

Церковь абсолютно поддерживает исследования на тему стволовых клеток. Однако более разумно, с моральной точки зрения, использовать для исследований стволовые клетки взрослых людей, а не человеческих эмбрионов. Мы не должны рассматривать эмбрионы, как безжизненные предметы, потому что в них есть все, чтобы развился человек. Это уже человеческая жизнь с определенным потенциалом, а не предмет, который потенциально может стать человеком.
По вопросу эвтаназии Питер Смит сказал:

У нас нет никакого права убивать человека. Мы не должны смягчать закон для содействия суициду, и Церковь будет продолжать бороться за это […] Многие полагают, что мы верим с то, что люди должны поддерживать жизнеспособность тела при любых обстоятельствах, но это не соответствует католическому учению. Морально неприемлемо убивать кого-либо, но наступает момент, когда медикаментозное лечение не приносит результата, тогда допустимо отказаться от лечения.
По поводу влиятельного атеиста Ричарда Докинза Питер Смит сказал:

Я считаю, что Ричард Докинз — это лучший друг Католической Церкви! Он расстраивает людей и настолько возмутителен, что это работает нам на руку. Он недостаточно тонкий в своем анализе, что даже атеисты признают, что он зашел слишком далеко[…] Однако не стоит реагировать на критику Церкви излишне эмоционально. Когда мы говорим о Евангелии или о церковном учении, то мы должны быть способны логически обосновать свою позицию. Как говорится в первом послании Апостола Павла — будьте всегда готовы всякому, требующему у вас отчета в вашем уповании, дать ответ с кротостью и благоговением (1 Петра 3:15).— 
Питер Смит возглавляет Печатное агентство католической литературы в Великобритании с 1993 года и департамент Христианской Ответственности и Самосознания в рамках Конференции Католических Епископов Англии и Уэльса с 1998 года. Он был председателем Центрального Комитета по Вопросам Религии на BBC и ITC с 2001 по 2004 год.
В 2002 году Питер Смит удостоен звания офицера почетного Ордена Святого Иоанна Иерусалимского. Кроме того Питер Смит является почетным членом Уэльского Университета в Лампетере с 2004 года и Университета Кардиффа с 2006 года.
В 2009 году имя Питера Смита упоминалось как возможного кандидата на пост Архиепископа Вестминстера (глава католической церкви Англии и Уэльса).

### Архиепископ Саутуарка
30 апреля 2010 года Питер Смит назначен четвёртым Архиепископом Саутуарка — архидиоцеза, в котором он родился и служил более 23 лет. На этом посту он заменил архиепископа Кевина Макдональда, который подал в отставку по состоянию здоровья. Интронизация состоялась 10 июня 2010 года.
10 июня 2019 года ушёл в отставку.
В 2009—2019 годах Питер Смит занимал должность вице-президента Конференции Католических Епископов Англии и Уэльса.
6 марта 2020 года архиепископ-эмерит Петер Смит скончался.